# Сабор против богумила у Бугарској
Државно-црквени сабор против богумила 11. фебруара 1211. године је сазвао бугарски цар Борил у Трнову. Њему присуствују сви виши духовници и престонички великаши, а руководи га цар, који испитује доведене богумиле.
Циљ сабора је јавно разобличавање и опште одрицање идеја богумилског учења. Након сабора, део богумила се одрекао учења и поново покрстио, а они, који су остали тврди у вери, су изопштени из друштва, осуђени на тешке телесне казне и заточени, попут богомилских вођа Петра Кападокијског и Луке и Матеја Родоболског. Проклетства и сурова кажњавања богумилских вођа је требало да буду пример осталим следбеницима.
Одлуке сабора су записане у Синодику цара Борила, чија је основа превод једног византијског антијеретичког синодика из 10. века. Документ садржи разне податке о богомилским веровањима и о духовној атмосфери бугарског средњовековног друштва. Рукопис је вишекратно преписиван и разпростиран по Бугарској и суседним странама.
Борилов синодик проклиње попа Богомила заједно с учеником Михаилом и другим виђенијим богумилима, међу којима су Тодор, Добри, Стефан, Василије и Петар. Петар Кападокијски се помиње као дедец (односно дјед) Средеца, што је старо словенско име за Софију. Поред богумила, такође се проклињу и сви они који са њима једу и пију и од њих примају дарове.